# Campeonato Carioca de Futebol de 2024 - Série B1
O Campeonato Carioca da Série B1 de 2024 foi a 44ª edição da terceira divisão do campeonato estadual de futebol profissional do Rio de Janeiro. A competição foi organizada pela Federação de Futebol do Estado do Rio de Janeiro (FERJ). Foi dispurada no período compreendido entre 21 de setembro a 7 de dezembro. Desde 2021, a Terceira Divisão do Campeonato Carioca é chamada de Série B1.
O campeão desta edição foi o São Gonçalo, ao derrotar o Pérolas Negras nos pênaltis, conquistando o seu 3º título na competição. Ambas as equipes foram promovidas à Série A2 de 2025.
O rebaixamento foi decidido na 8ª rodada, com o Belford Roxo sofrendo uma goleada por 4 a 0 para o Artsul.

## Regulamento
A competição teve 9 clubes. Nesta edição, em razão do pedido de licença das associações Barra da Tijuca e Goytacaz e desistência de mais uma, Macaé, o torneio contará com apenas 9 clubes, sendo que 5 foram mantidos da edição anterior, 2 conquistaram o acesso da Série B2 de 2023 e 2 sofreram o descenso da Série A2 de 2024.
Na primeira fase — também chamada de Taça Corcovado, anteriormente Taça Maracanã — , os clubes jogarão em turno único entre si, classificando-se para as semifinais os 4 primeiros colocados. O primeiro colocado, se necessário aplicados os critérios de desempate, será declarado o campeão da Taça Corcovado.
As semifinais serão formadas por meio de cruzamento olímpico, ou seja, o primeiro colocado enfrenta o quarto colocado e o segundo colocado enfrenta o terceiro. As semifinais serão disputadas em jogos de ida e volta, com a equipe de cada chave que tiver a melhor campanha na primeira fase terá a vantagem do empate e do mando de campo do primeiro ou do segundo jogo das semifinais. Os vencedores de cada semifinal avançarão à final e estarão classificados para a Série A2 de 2025.
A final será disputada em jogos de ida e volta, sem vantagem de empate para nenhum dos lados. Em caso de empate em pontos e saldo de gols, haverá disputa de pênaltis. O vencedor será declarado campeão do torneio.
Em razão da quantidade reduzida de clubes nesta edição, apenas a equipe com a pior colocação na Taça Corcovado será rebaixado para a Série B2 de 2025.

## Promovidos e rebaixados
| Pos. | Rebaixado da Série A2 2024  |
| ---- | --------------------------- |
| 11º  | Serrano                     |
| 12º  | Artsul                      |
| Pos. | Promovidos da Série B2 2023 |
| 1º   | São Cristóvão               |
| 2º   | Belford Roxo                |

| Pos. | Mantidos da Série B1 2023 |
| ---- | ------------------------- |
| 5º   | Friburguense              |
| 6º   | Paduano                   |
| 7º   | Pérolas Negras            |
| 9º   | São Gonçalo EC            |
| 10º  | Nova Cidade               |

## Desistências
| Pos. | Na edição anterior (Série B1 2023) | Ref.   |
| ---- | ---------------------------------- | ------ |
| 3º   | Barra da Tijuca                    | [ 10 ] |
| 4º   | Goytacaz                           | [ 11 ] |
| 8º   | Macaé                              | [ 12 ] |

## Participantes
| Equipe         | Cidade                 | Em 2023             | Estádio         | Capacidade     | Títulos            |
| -------------- | ---------------------- | ------------------- | --------------- | -------------- | ------------------ |
| Artsul         | Nova Iguaçu            | 12º (Série A2 2024) | Nivaldo Pereira | 2 184          | 0 (não possui)     |
| Belford Roxo   | Belford Roxo           | 2º (Série B2 2023)  | Nélio Gomes     | Não encontrado | 0 (não possui)     |
| Friburguense   | Nova Friburgo          | 5º                  | Eduardo Guinle  | 5500           | 0 (não possui)     |
| Nova Cidade    | Nilópolis              | 10º                 | Joaquim Flores  | 500            | 1 (2018)           |
| Paduano        | Santo Antônio de Pádua | 6º                  | Moça Bonita     | 9 024          | 2 (último em 2012) |
| Pérolas Negras | Resende                | 7º                  | Trabalhador     | 4 600          | 1 (2020)           |
| São Cristóvão  | Rio de Janeiro         | 1º (Série B2 2023)  | Ronaldo Nazário | 1 000          | 0 (não possui)     |
| São Gonçalo EC | São Gonçalo            | 9º                  | Alzirão         | 900            | 2 (último em 2016) |
| Serrano        | Petrópolis             | 11º (Série A2 2024) | Atílio Marotti  | 8 500          | 0 (não possui)     |

## Taça Corcovado
| 1 | Artsul         | 16 | 8 | 5 | 1 | 2 | 10 | 5  | +5 | 3 | 1 | 3 | 2 | 1 | 2 | 3 | 1 | 1 |
| 2 | Paduano        | 16 | 8 | 5 | 1 | 2 | 6  | 3  | +3 | 1 | 4 | 1 | 1 | 2 | 1 | 1 | 2 | 2 |
| 3 | São Gonçalo EC | 13 | 8 | 3 | 4 | 1 | 10 | 2  | +8 | 5 | 8 | 8 | 3 | 4 | 3 | 2 | 3 | 3 |
| 4 | Pérolas Negras | 11 | 8 | 3 | 2 | 3 | 8  | 9  | -1 | 2 | 5 | 4 | 6 | 3 | 5 | 6 | 6 | 4 |
| 5 | Friburguense   | 10 | 8 | 2 | 4 | 2 | 5  | 4  | +1 | 8 | 3 | 5 | 5 | 6 | 4 | 5 | 4 | 5 |
| 5 | Nova Cidade    | 10 | 8 | 2 | 4 | 2 | 10 | 11 | -1 | 4 | 6 | 6 | 8 | 9 | 6 | 4 | 5 | 6 |
| 7 | São Cristóvão  | 7  | 8 | 2 | 1 | 5 | 3  | 9  | -6 | 9 | 9 | 9 | 7 | 8 | 9 | 9 | 7 | 7 |
| 8 | Serrano        | 6  | 8 | 1 | 3 | 4 | 5  | 9  | -4 | 7 | 2 | 2 | 4 | 5 | 8 | 8 | 8 | 8 |
| 9 | Belford Roxo   | 6  | 8 | 0 | 6 | 2 | 5  | 10 | -5 | 6 | 7 | 7 | 9 | 7 | 7 | 7 | 9 | 9 |

     Classificados para as semifinais do Campeonato
     Rebaixados para a Série B2

### Premiação
| Taça Corcovado de 2024      |
| Border                      |
| --------------------------- |
| Artsul Campeão (1.º título) |

## Fase Final
Em itálico, as equipes que possuem o mando de campo no primeiro jogo do confronto e em negrito as equipes classificadas.
|  | Semifinais     | Semifinais     | Semifinais | Semifinais |       |                      | Final | Final | Final | Final |
|  |                |                |            |            |       |                      |       |       |       |       |
|  | Paduano        | 1              | 0          | 1          |       |                      |       |       |       |       |
|  | São Gonçalo EC | 1              | 1          | 2          |       |                      |       |       |       |       |
|  | São Gonçalo EC | 1              | 1          | 2          |       | São Gonçalo EC (pen) | 1     | 1     | 2 (4) |       |
|  |                |                |            |            |       | São Gonçalo EC (pen) | 1     | 1     | 2 (4) |       |
|  |                | Pérolas Negras | 0          | 2          | 2 (3) |                      |       |       |       |       |
|  | Artsul         | Pérolas Negras | 0          | 2          | 2 (3) | 2                    | 0     | 2     |       |       |
|  | Artsul         |                |            |            |       | 2                    | 0     | 2     |       |       |
|  | Pérolas Negras | 1              | 2          | 3          |       |                      |       |       |       |       |

## Premiação
| Campeonato Carioca de 2024 - Série B1 |
| Border                                |
| ------------------------------------- |
| São Gonçalo EC Campeão (3.º título)   |

## Classificação geral
Fonte:
| Pos. | Equipe         | PG | J  | V | E | D | GP | GS | SG | Classificação ou rebaixamento               |
| ---- | -------------- | -- | -- | - | - | - | -- | -- | -- | ------------------------------------------- |
| 1    | São Gonçalo EC | 20 | 12 | 5 | 5 | 2 | 14 | 5  | +9 | Campeão e promovido à Série A2 de 2025      |
| 2    | Pérolas Negras | 17 | 12 | 5 | 2 | 5 | 13 | 13 | 0  | Vice-campeão e promovido à Série A2 de 2025 |
| 3    | Artsul         | 19 | 10 | 6 | 1 | 3 | 12 | 8  | +4 | Semifinalistas                              |
| 4    | Paduano        | 17 | 10 | 5 | 2 | 3 | 7  | 5  | +2 | Semifinalistas                              |
| 5    | Friburguense   | 10 | 8  | 2 | 4 | 2 | 5  | 4  | +1 |                                             |
| 6    | Nova Cidade    | 10 | 8  | 2 | 4 | 2 | 10 | 11 | –1 |                                             |
| 7    | São Cristóvão  | 7  | 8  | 2 | 1 | 5 | 3  | 9  | –6 |                                             |
| 8    | Serrano        | 6  | 8  | 1 | 3 | 4 | 5  | 9  | –4 |                                             |
| 9    | Belford Roxo   | 6  | 8  | 0 | 6 | 2 | 5  | 10 | –5 | Rebaixado para a Série B2 de 2025           |

## Artilharia
| Gols | Jogador   | Time           |
| ---- | --------- | -------------- |
| 4    | Joel      | Paduano        |
| 4    | Victor    | São Gonçalo EC |
| 4    | Cleyton   | Serrano        |
| 3    | Garrinsha | Pérolas Negras |
| 3    | Rodrigo   | São Gonçalo EC |
| 3    | Jose      | Artsul         |